# Bàsquet als Jocs Olímpics
El bàsquet ha estat una prova dels Jocs Olímpics des dels Jocs de Berlín 1936 fins a l'actualitat, de manera ininterrompuda. Anteriorment també havia format part dels Jocs Olímpics d'Estiu 1904, disputats a París (França), si bé com a esport de demostració.
Els Estats Units d'Amèrica han estat els dominadors de la disciplina des dels seus inicis, guanyant setze medalles en les vint edicions disputades, tretze d'or, una d'argent i dues de bronze. Als Jocs de Moscou 1980 no en van guanyar cap en no participar-hi pel boicot dels Estats Units als Jocs d'aquell any.
Des dels Jocs de Mont-real de 1976 també existeix un campionat femení. Fins als Jocs del 2020 només els Estats Units i l'antiga Unió Soviètica han aconseguit guanyar la medalla d'or de l'especialitat.

## Seus i pavellons

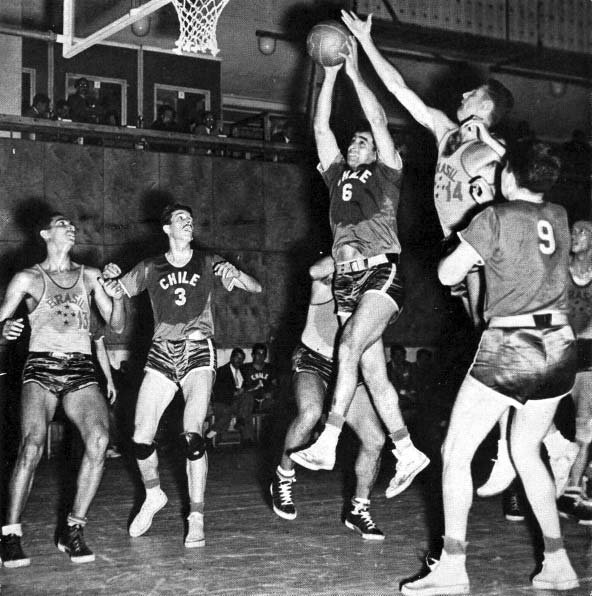
Partit entre Xile i Brasil l'any 1948.

| Jocs | Seu             | Pavelló                                  | Ciutat                 |
| ---- | --------------- | ---------------------------------------- | ---------------------- |
| 1936 | Berlín          | Reichsportfeld                           | Berlín                 |
| 1940 | No se celebrà   | No se celebrà                            | No se celebrà          |
| 1944 | No se celebrà   | No se celebrà                            | No se celebrà          |
| 1948 | Londres         | Harringay Arena                          | Harringay              |
| 1952 | Hèlsinki        | Tennis Palace i Messuhalli II            | Hèlsinki               |
| 1956 | Melbourne       | Exhibition Building                      | Melbourne              |
| 1960 | Roma            | PalaLottomatica                          | Roma                   |
| 1964 | Tòquio          | Yoyogi National Gymnasium                | Tòquio                 |
| 1968 | Ciutat de Mèxic | Palacio de los Deportes                  | Ciutat de Mèxic        |
| 1972 | Múnic           | Rudi-Sedlmayer-Halle                     | Siegenburger Straße    |
| 1976 | Mont-real       | Étienne Desmarteau Centre                | Mont-real              |
| 1980 | Moscou          | Olympic Stadium                          | Moscou                 |
| 1984 | Los Angeles     | The Forum                                | Inglewood (Califòrnia) |
| 1988 | Seül            | Jamsil Arena                             | Seül                   |
| 1992 | Barcelona       | Pavelló Olímpic i Palau Sant Jordi       | Badalona i Barcelona   |
| 1996 | Atlanta         | Omni Coliseum                            | Atlanta                |
| 2000 | Sydney          | The Dome i Sydney SuperDome              | Sydney                 |
| 2004 | Atenes          | Pavelló Olímpic Cobert                   | Atenes                 |
| 2008 | Pequín          | Palau d'esports de Wukesong              | Pequín                 |
| 2012 | Londres         | Basketball Arena i North Greenwich Arena | Londres                |
| 2016 | Rio de Janeiro  | Complexe Esportiu Ciutat dels Esports    | Rio de Janeiro         |
| 2020 | Tòquio          | Saitana Super Arena                      | Tòquio                 |
| 2024 | París           | Estadi Pierre Mauroy i Bercy Arena       | París                  |

## Medallistes

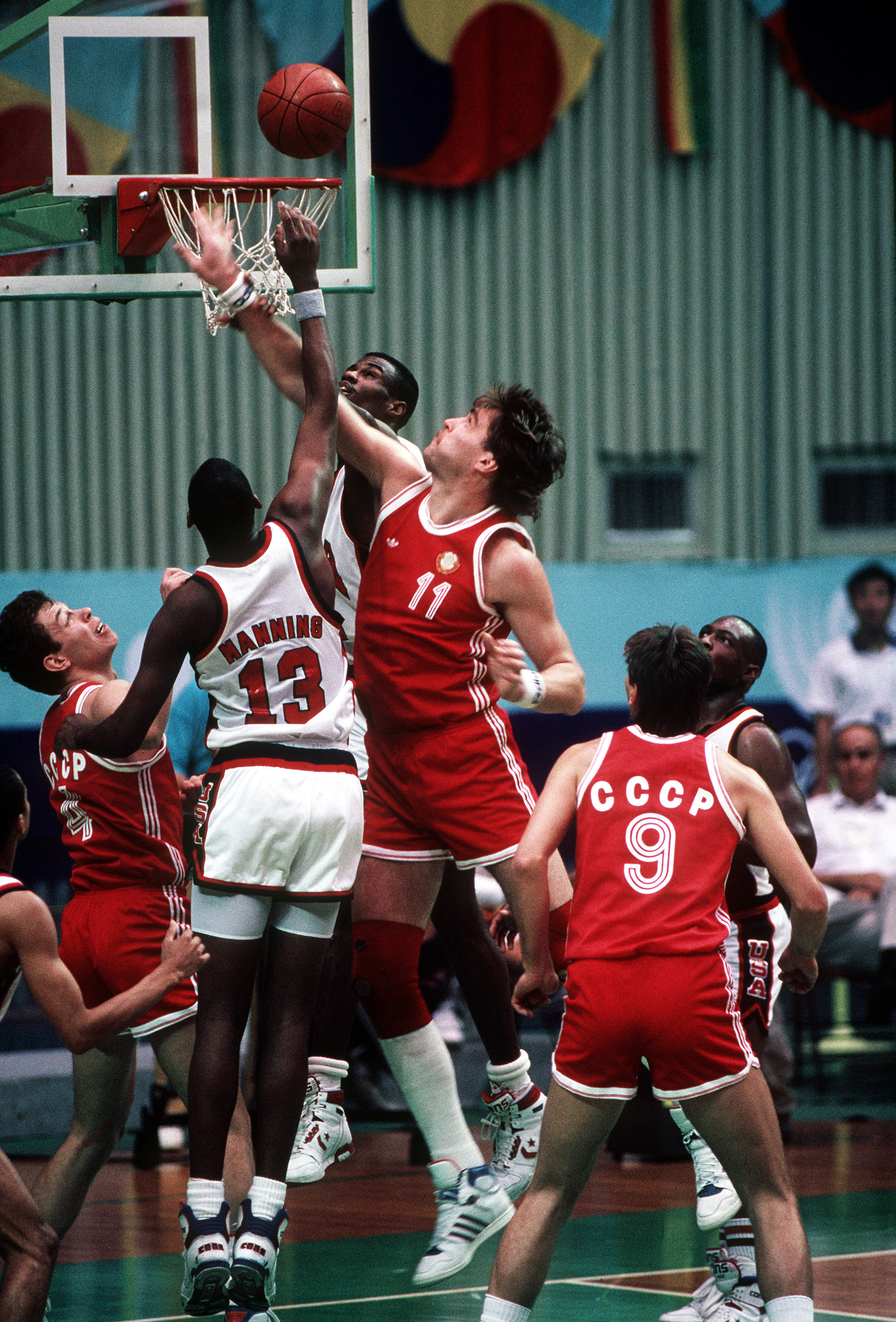
Partit entre URSS i EUA l'any 1988.

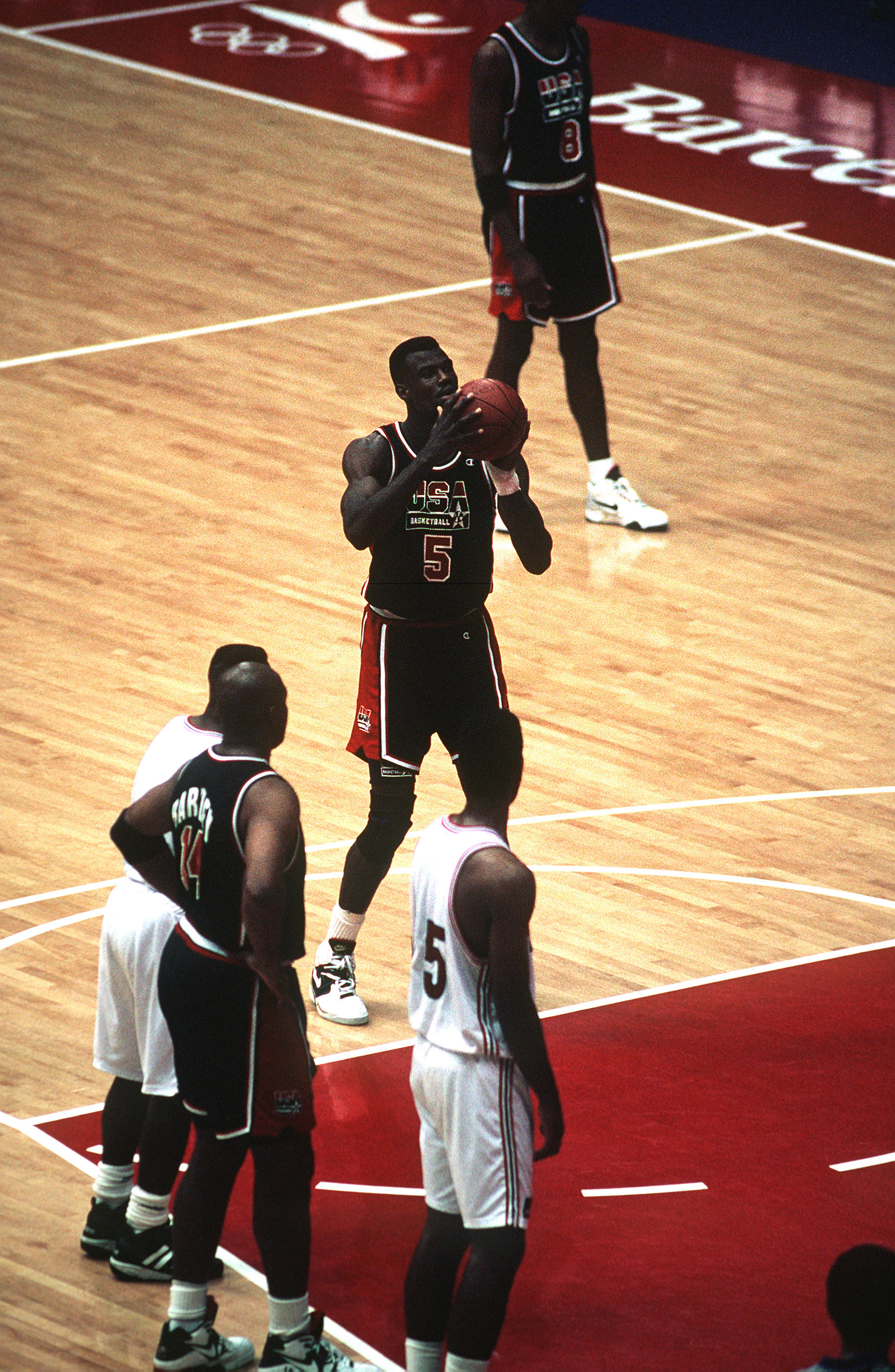
Partit entre EUA i Puerto Rico el 1992.

### Categoria masculina 5x5
| 1936 | Berlín          | · Estats Units   | 19-8    | · Canadà         | · Mèxic          | 26-12  | · Polònia      |
| 1948 | Londres         | · Estats Units   | 65-21   | · França         | · Brasil         | 52-47  | · Mèxic        |
| 1952 | Hèlsinki        | · Estats Units   | 36-25   | · Unió Soviètica | · Uruguai        | 68-59  | · Argentina    |
| 1956 | Melbourne       | · Estats Units   | 89-55   | · Unió Soviètica | · Uruguai        | 71-62  | · França       |
| 1960 | Roma            | · Estats Units   | 81-57   | · Unió Soviètica | · Brasil         | 78-75  | · Itàlia       |
| 1964 | Tòquio          | · Estats Units   | 73-59   | · Unió Soviètica | · Brasil         | 76-60  | · Puerto Rico  |
| 1968 | Ciutat de Mèxic | · Estats Units   | 65-50   | · Iugoslàvia     | · Unió Soviètica | 70-53  | · Brasil       |
| 1972 | Múnic           | · Unió Soviètica | 51-50   | · Estats Units   | · Cuba           | 66-65  | · Itàlia       |
| 1976 | Mont-real       | · Estats Units   | 95-74   | · Iugoslàvia     | · Unió Soviètica | 100-72 | · Canadà       |
| 1980 | Moscou          | · Iugoslàvia     | 86-77   | Itàlia           | · Unió Soviètica | 117-94 | Espanya        |
| 1984 | Los Angeles     | · Estats Units   | 96-65   | · Espanya        | · Iugoslàvia     | 88-82  | · Canadà       |
| 1988 | Seül            | · Unió Soviètica | 76-63   | · Iugoslàvia     | · Estats Units   | 78-49  | · Austràlia    |
| 1992 | Barcelona       | · Estats Units   | 117-85  | · Croàcia        | · Lituània       | 82-78  | Equip unificat |
| 1996 | Atlanta         | · Estats Units   | 95-69   | · RF Iugoslàvia  | · Lituània       | 80-74  | · Austràlia    |
| 2000 | Sydney          | · Estats Units   | 85-75   | · França         | · Lituània       | 89-71  | · Austràlia    |
| 2004 | Atenes          | · Argentina      | 84-69   | · Itàlia         | · Estats Units   | 104-96 | · Lituània     |
| 2008 | Pequín          | · Estats Units   | 118-107 | · Espanya        | · Argentina      | 87-75  | · Lituània     |
| 2012 | Londres         | · Estats Units   | 107-100 | · Espanya        | · Rússia         | 81-77  | · Argentina    |
| 2016 | Rio             | · Estats Units   | 96-66   | · Sèrbia         | · Espanya        | 89-88  | · Austràlia    |
| 2020 | Tòquio          | · Estats Units   | 87-82   | · França         | · Austràlia      | 107-93 | · Eslovènia    |
| 2024 | París           | · Estats Units   | 98–87   | · França         | · Sèrbia         | 93–83  | · Alemanya     |

### Categoria femenina 5x5
| 1976 | Mont-real   | Unió Soviètica | No playoffs | Estats Units  | Bulgària       | No playoffs | Polònia       |
| 1980 | Moscou      | Unió Soviètica | 104-73      | Bulgària      | Iugoslàvia     | 68-65       | Hongria       |
| 1984 | Los Angeles | Estats Units   | 85-55       | Corea del Sud | Xina           | 63-57       | Canadà        |
| 1988 | Seül        | Estats Units   | 77-70       | Iugoslàvia    | Unió Soviètica | 68-53       | Austràlia     |
| 1992 | Barcelona   | Equip unificat | 76-66       | Xina          | Estats Units   | 88-74       | Cuba          |
| 1996 | Atlanta     | Estats Units   | 111-87      | Brasil        | Austràlia      | 66-56       | Ucraïna       |
| 2000 | Sydney      | Estats Units   | 76-54       | Austràlia     | Brasil         | 84-73       | Corea del Sud |
| 2004 | Atenes      | Estats Units   | 74-63       | Austràlia     | Rússia         | 71-62       | Brasil        |
| 2008 | Pequín      | Estats Units   | 92-65       | Austràlia     | Rússia         | 94-81       | Xina          |
| 2012 | Londres     | Estats Units   | 86-50       | França        | Austràlia      | 83-74       | Rússia        |
| 2016 | Rio         | Estats Units   | 101-72      | Espanya       | Sèrbia         | 70-63       | França        |
| 2020 | Tòquio      | Estats Units   | 90-75       | Japó          | França         | 91-76       | Sèrbia        |
| 2024 | París       | Estats Units   | 67–66       | França        | Austràlia      | 85–81       | Bèlgica       |

## Medaller
| Posició | Selecció        | Seleccions masculines                                                                               | Seleccions masculines      | Seleccions masculines | Seleccions femenines                                     | Seleccions femenines | Seleccions femenines | Total | Total | Total  | Total medalles |
| ------- | --------------- | --------------------------------------------------------------------------------------------------- | -------------------------- | --------------------- | -------------------------------------------------------- | -------------------- | -------------------- | ----- | ----- | ------ | -------------- |
| Posició | Selecció        | Or                                                                                                  | Plata                      | Bronze                | Or                                                       | Plata                | Bronze               | Or    | Plata | Bronze | Total medalles |
| 1       | Estats Units    | 16 (1936, 1948, 1952, 1956, 1960, 1964, 1968, 1976, 1984, 1992, 1996, 2000, 2008, 2012, 2016, 2020) | 1 (1972)                   | 2 (1988, 2004)        | 9 (1984, 1988, 1996, 2000, 2004, 2008, 2012, 2016, 2020) | 1 (1976)             | 1 (1992)             | 25    | 2     | 3      | 30             |
| 2       | Unió Soviètica  | 2 (1972, 1988)                                                                                      | 4 (1952, 1956, 1960, 1964) | 3 (1968, 1976, 1980)  | 2 (1976, 1980)                                           |                      | 1 (1988)             | 4     | 4     | 4      | 12             |
| 3       | Iugoslàvia      | 1 (1980)                                                                                            | 3 (1968, 1976, 1988)       | 1 (1984)              |                                                          | 1 (1988)             | 1 (1980)             | 1     | 4     | 2      | 7              |
| 4       | Argentina       | 1 (2004)                                                                                            |                            | 1 (2008)              |                                                          |                      |                      | 1     | 0     | 1      | 2              |
| 5       | Equip Unificat  | |                            |                       | 1(1992)                                                  |                      |                      | 1     | 0     | 0      | 1              |
| 6       | Espanya         | | 3 (1984, 2008, 2012)       | 1 (2016)              |                                                          | 1 (2016)             |                      | 0     | 4     | 1      | 5              |
| 6       | França          | | 3 (1948, 2000, 2020)       |                       |                                                          | 1 (2012)             | 1 (2020)             | 0     | 4     | 1      | 5              |
| 8       | Austràlia       | |                            | 1 (2020)              |                                                          | 3 (2000, 2004, 2008) | 2 (1996, 2012)       | 0     | 3     | 3      | 6              |
| 9       | Itàlia          | | 2 (1980, 2004)             |                       |                                                          |                      |                      | 0     | 2     | 0      | 2              |
| 10      | Brasil          | |                            | 3 (1948, 1960, 1964)  |                                                          | 1 (1996)             | 1 (2000)             | 0     | 1     | 4      | 5              |
| 11      | Bulgària        | |                            |                       |                                                          | 1 (1980)             | 1 (1976)             | 0     | 1     | 1      | 2              |
| 11      | R.P. de la Xina | |                            |                       |                                                          | 1 (1992)             | 1 (1984)             | 0     | 1     | 1      | 2              |
| 11      | Sèrbia          | | 1 (2016)                   |                       |                                                          |                      | 1 (2016)             | 0     | 1     | 1      | 2              |
| 14      | Canadà          | | 1 (1936)                   |                       |                                                          |                      |                      | 0     | 1     | 0      | 1              |
| 14      | Croàcia         | | 1 (1992)                   |                       |                                                          |                      |                      | 0     | 1     | 0      | 1              |
| 14      | Corea del Sud   | |                            |                       |                                                          | 1 (1984)             |                      | 0     | 1     | 0      | 1              |
| 14      | Japó            | |                            |                       |                                                          | 1 (2020)             |                      | 0     | 1     | 0      | 1              |
| 14      | RF Iugoslàvia   | | 1 (1996)                   |                       |                                                          |                      |                      | 0     | 1     | 0      | 1              |
| 19      | Lituània        | |                            | 3 (1992, 1996, 2000)  |                                                          |                      |                      | 0     | 0     | 3      | 3              |
| 19      | Rússia          | |                            | 1 (2012)              |                                                          |                      | 2 (2004, 2008)       | 0     | 0     | 3      | 3              |
| 21      | Uruguai         | |                            | 2 (1952, 1956)        |                                                          |                      |                      | 0     | 0     | 2      | 2              |
| 22      | Cuba            | |                            | 1 (1972)              |                                                          |                      |                      | 0     | 0     | 1      | 1              |
| 22      | Mèxic           | |                            | 1 (1936)              |                                                          |                      |                      | 0     | 0     | 1      | 1              |
| Total   | Total           | 20                                                                                                  | 20                         | 20                    | 12                                                       | 12                   | 12                   | 32    | 32    | 32     | 96             |

en cursiva: comitès nacionals desapareguts.

## Medallistes més guardonats

### Categoria masculina
| Nom              | CON            | Anys            | Or | Plata | Bronze | Total |
| Carmelo Anthony  | Estats Units   | 2004-2016       | 3  | 0     | 1      | 4     |
| Gennadi Volnov   | Unió Soviètica | 1960-1972       | 1  | 2     | 1      | 4     |
| Serguei Belov    | Unió Soviètica | 1968–1980       | 1  | 0     | 3      | 4     |
| David Robinson   | Estats Units   | 1988–1996       | 2  | 0     | 1      | 3     |
| LeBron James     | Estats Units   | 2004–2012       | 2  | 0     | 1      | 3     |
| Krešimir Ćosić   | Iugoslàvia     | 1968, 1976–1980 | 1  | 2     | 0      | 3     |
| Dražen Dalipagić | Iugoslàvia     | 1976–1984       | 1  | 1     | 1      | 3     |
| Rajko Žižić      | Iugoslàvia     | 1976–1984       | 1  | 1     | 1      | 3     |

### Categoria femenina
| Nom              | CON          | Anys      | Or | Plata | Bronze | Total |
| Teresa Edwards   | Estats Units | 1996–2008 | 4  | 0     | 1      | 5     |
| Lisa Leslie      | Estats Units | 1996–2008 | 4  | 0     | 0      | 4     |
| Sue Bird         | Estats Units | 2004–2016 | 4  | 0     | 0      | 4     |
| Tamika Catchings | Estats Units | 2004–2016 | 4  | 0     | 0      | 4     |
| Diana Taurasi    | Estats Units | 2004–2016 | 4  | 0     | 0      | 4     |
| Kristi Harrower  | Austràlia    | 2000–2012 | 0  | 3     | 1      | 4     |
| Lauren Jackson   | Austràlia    | 2000–2012 | 0  | 3     | 1      | 4     |
| Dawn Staley      | Estats Units | 1996–2004 | 3  | 0     | 0      | 3     |
| Sheryl Swoopes   | Estats Units | 1996–2004 | 3  | 0     | 0      | 3     |
| Katie Smith      | Estats Units | 2000–2008 | 3  | 0     | 0      | 3     |